# Shangri-La Dialogue
Le Sommet sur la sécurité en Asie de l'IISS : le Dialogue Shangri-La (SLD) est une conférence intergouvernementale sur la sécurité, organisée chaque année à Singapour par l'Institut international d'études stratégiques (IISS). Ce dialogue réunit généralement les ministres de la Défense, les chefs de ministère et les chefs militaires de la plupart des États d'Asie-Pacifique. Le nom du forum est tiré de l'hôtel Shangri-La de Singapour, où il se tient depuis 2002.
Ce sommet vise à cultiver un sentiment d'appartenance entre les principaux décideurs politiques de la défense et de la sécurité de la région. Les délégations gouvernementales ont tiré le meilleur parti de cette réunion en organisant des réunions bilatérales avec d'autres délégations en marge de la conférence. Bien qu'il s'agisse principalement d'une réunion intergouvernementale, le sommet accueille également des législateurs, des experts universitaires, des journalistes éminents et des représentants du monde des affaires.
Au fil des ans, le Dialogue Shangri-La est devenu l'un des forums indépendants les plus importants pour l'échange de vues entre les décideurs internationaux en matière de politique de sécurité. Outre le pays hôte, les pays qui ont participé au dialogue sont l’Australie, le Brunei, le Cambodge, le Canada, le Chili, la Chine, la France, l’Allemagne, l’Inde, l’Indonésie, le Japon, la Corée du Sud, le Laos, la Malaisie, la Mongolie, le Myanmar, la Nouvelle-Zélande, le Pakistan, les Philippines, la Russie, le Sri Lanka, la Suède, la Suisse, la Thaïlande, le Timor-Leste, l’Ukraine, le Royaume-Uni, les États-Unis et le Vietnam.

## Histoire

### Avant 2000
Avant le premier sommet, l'Asie ne disposait pas d'un cadre de sécurité régionale comparable à celui de l'Europe. Début 1996, le secrétaire américain à la Défense, William Perry, et le ministre thaïlandais de la Défense, Chavalit Yongchaiyudh, ont chacun proposé des initiatives distinctes pour réunir leurs homologues asiatiques, mais celles-ci n'ont abouti à rien. Le seul forum multilatéral asiatique de sécurité de type « Track One » était le Forum régional de l'ASEAN (FRA), jugé peu maniable car axé sur le renforcement de la confiance et, au pire, guère plus qu'un simple forum de discussion. De plus, le FRA était dirigé par les ministres des Affaires étrangères, laissant la diplomatie de défense et la coopération en matière de sécurité dans la région quelque peu dépourvues d'un mécanisme d'interaction entre les ministres de la Défense.
Le SLD a été conçu par l'actuel directeur général et directeur général de l'IISS, Sir John Chipman, en 2001, en réponse au besoin évident d'un forum où les ministres de la Défense de la région Asie-Pacifique pourraient engager un dialogue visant à renforcer la confiance et à favoriser une coopération concrète en matière de sécurité. Lors de la 36e Conférence de Munich sur la politique de sécurité, Chipman « remarqua que les responsables asiatiques étaient traités avec négligence » et comprit que « l'Asie avait besoin de sa propre institution de défense, au sein de laquelle les ministres de la Défense se réuniraient et s'exprimeraient ».
Initialement, la SLD s'inspirait de la Conférence de Munich sur la politique de sécurité, mais avec une ambition plus grande : créer une organisation de premier plan, « nécessaire aux ministres de la Défense pour avoir la moindre chance de se réunir multilatéralement dans un format transrégional ». Les invitations étaient essentiellement destinées aux membres du Forum régional de l'ASEAN, afin de servir de véritable institution de sécurité régionale. Singapour fut choisie pour accueillir la première conférence, et l'hôtel Shangri-La fut choisi. Chipman contacta le président singapourien SR Nathan en février 2001 pour lui proposer cette idée, et Nathan proposa de soutenir l'IDSS jusqu'à ce que l'IISS puisse organiser la conférence de manière indépendante. L'idée fut soumise au Cabinet de Singapour et le ministère de la Défense l'approuva.
En 2004, le bureau de l'IISS en Asie a été ouvert pour permettre à l'IISS d'organiser le sommet de manière indépendante.